# Diamondhead
Pour les articles homonymes, voir Diamond Head.
Diamondhead est un super-vilain dans l'univers Marvel de la maison d'édition américaine Marvel Comics.

## Biographie du personnage
Avec un passé trouble et violent, Archibald Dyker, jeune champion de boxe, tombe dans le crime. Un jour où il s'introduit dans un laboratoire pour y voler des pierres précieuses, il passe accidentellement devant un laser alimenté par un diamant, qui cause une altération moléculaire de son corps entier.
Se faisant depuis appeler Diamondhead, il devient un caïd du crime. Il est arrêté par Nova.
Il apprend l'existence du Sphinx et le voit comme un danger pour sa carrière. Il s'allie donc avec deux autres criminels, le Condor et Powerhouse, pour lutter contre le Sphinx. Le Trio Terrible est à plusieurs reprises vaincu par Nova.
Un jour, le Condor parvient à capturer Nova et à le lobotomiser, lui faisant croire qu'il est le leader du groupe de super-vilains. Ils se servent de ses contacts pour se procurer un vaisseau spatial, mais ils sont battus par les robots du Sphinx. Le Terrible Trio abandonne Nova dans l'espace, en volant une cargaison d'armes.
Finalement, le Sphinx capture les quatre humains, dans le but d'infiltrer Xandar, source du pouvoir des Nova Corps. Il réussit à absorber une partie du Worldmind, devenant surpuissant. Nova, aidé des Quatre Fantastiques et de Galactus, réussit à le battre. Dyker et Nova restent sur Xandar, devenant ses Champions.
Plus tard, le Chevalier de l'Espace Rom rencontre cette équipe de nouveaux Champions et leur demande de l'aide pour qu'il puisse retrouver sa planète natale. Au même moment, Dyker rejoint ses camarades Champions (Comet, Crimebuster et Protector) pour repousser une invasion Skrull. Mais le criminel trahit ses alliés au profit des Skrulls, tuant Crimebuster et envoyant Comet dans une autre dimension. Nova affronte Diamondhead, au prix de nombreuses vies de Xandariens et de Skrulls. Comet est rapatriée et Dyker emprisonné.
On ignore ce qu'il fait ensuite. Il est retrouvé captif de l'Étranger. Il réussit à s'enfuir de la planète prison avec d'autres détenus quand Quasar affronte l'alien énigmatique. Il retourne sur terre en compagnie du Valet de Cœur.
De retour, Dyker retrouve sa vie de criminel et devient tueur à gage. Il est arrêté une fois de plus par Nova.

## Pouvoirs et capacités
Le corps de Diamondhead est constitué d'une substance crystaline, dur comme du diamant. Il résiste aux tirs de lasers, la surface de sa peau agissant comme un prisme, et aux chocs physiques trop faibles pour le blesser.
Il possède un degré de force surhumaine. Il n'a plus besoin de se nourrir, ni de respirer.
Si le corps de Diamondhead se casse et que les morceaux se trouvent assez proches, il peut se reconstituer psioniquement, en quelques secondes.
Dyker est un boxeur de haut niveau.